# Matilda od Hainauta
Matilda od Hainauta (fra. Mathilde de Hainaut, grč. Ματθίλδη του Αινώ; 29. studenog 1293. – 1331.) bila je kneginja (princeza) Ahaje 1313. – 1318.

## Biografija
Gospa Matilda je rođena 29. studenog 1293. god. Njezini roditelji bili su plemić Florent od Hainauta i njegova supruga, gospa Izabela od Villehardouina.
Godine 1299., dok je još bila dijete, Matilda se udala za vojvodu Guya II. Atenskog, sina gospe Helene, koja je sinu bila tutor i regent. Matilda i Guy nisu imali djece. Guy je umro u listopadu 1308. te je Matilda potom zaručena, 2. travnja 1309. u gradu Tebi, za Karla od Taranta, ali se za njega nije udala.
1312. umrla je Matildina majka te nije bilo potpuno jasno kome će pripasti Ahaja; Matildi ili Filipu I. od Taranta. Ahaja je ipak pripala Matildi.
Matilda se 31. srpnja 1313. udala za Luja Burgundskog (umro 1316.). On je bio kralj Soluna.
Matildin je treći muž bio Ivan od Durazza; vjenčali su se 1318., nakon što ju je on oteo, ali je brak poništen 1321. jer navodno nije bio konzumiran. Matilda se po četvrti put udala za čovjeka zvanog Hugo de La Palice, čije je porijeklo nepoznato; čini se da se za njega udala dok je još bila u braku s Ivanom.